# Ololygon faivovichi
Espèce
Synonymes
- Scinax faivovichi Brasileiro, Oyamaguchi & Haddad, 2007

Statut de conservation UICN

 CR B2ab(ii) : 
En danger critique
Ololygon faivovichi est une espèce d'amphibiens de la famille des Hylidae.

## Répartition
Cette espèce est endémique du Brésil. Elle se rencontre jusqu'à 80 m d'altitude sur l'Ilha dos Porcos Pequena, une île de 24 ha à Ubatuba dans l'Est de l'État de São Paulo,.

## Description
Les mâles mesurent de 16,2 à 18,8 mm et les femelles de 18,8 à 20,6 mm.

## Étymologie
Cette espèce est nommée en l'honneur de Julián Faivovich.

## Publication originale
- Brasileiro, Oyamaguchi & Haddad, 2007 : A New Island Species of Scinax (Anura; Hylidae) from Southeastern Brazil. Journal of Herpetology, vol. 41, no 2, p. 271-275.